# Нидерландско-Индонезийский Союз
Нидерландско-Индонезийский Союз (нидерл. Nederlands-Indonesische Unie; индон. Uni Indonesia–Belanda) — конфедеративное надгосударственное образование, существовавшее с 1949 по 1956 годы. Включало в себя Королевство Нидерландов и их бывшую колонию — Индонезию.

## История
Впервые Нидерландско-Индонезийский Союз был упомянут в Лингаджатском соглашении, которое было заключено 15 ноября 1946 года. Соглашение предусматривало предоставление суверенитета Голландской Ост-Индии и создание на её месте независимого федеративного государства — Соединённых Штатов Индонезии (СШИ). Союз, согласно соглашению, предполагался как организация, призванная «обеспечивать осуществление общих интересов» СШИ и Нидерландов. Однако уже в 1947 году, после возобновления вооружённой агрессии Нидерландов, соглашение потеряло силу.
Переговоры о предоставлении независимости Индонезии возобновились в 1949 году; в числе прочего, на них, по требованию Нидерландов, обсуждался и вопрос о Союзе. 27 декабря 1949 года переговорный процесс завершился: Нидерланды признали независимость СШИ в обмен на вступление последних в Союз.
В 1956 году, после того, как Индонезия расторгла соглашение о Союзе, он был упразднён.

## Структура
Нидерландско-Индонезийский Союз был создан как аналог Британского Содружества Наций и состоял из двух независимых и суверенных партнеров:
1. Королевство Нидерландов, включавшее в себя:
  1. собственно Нидерланды
  2. Суринам
  3. Нидерландские Антильские острова
  4. Нидерландская Новая Гвинея
2. Соединённые Штаты Индонезии, состоявшие из шестнадцати штатов:
  1. собственно Республика Индонезия
  2. Область Банджар[индон.]
  3. Банка
  4. Белитунг
  5. Центральная Ява
  6. Государство Восточная Индонезия
  7. Государство Восточный Калимантан[индон.]
  8. Государство Восточная Ява
  9. Государство Восточная Суматра
  10. Великий Даяк
  11. Государство Мадура
  12. Острова Риау
  13. Федерация Юго-Восточного Калимантана
  14. Государство Южная Суматра[индон.]
  15. Западный Калимантан
  16. Государство Пасундан

17 августа 1950 года все штаты СШИ были распущены, а само государство вновь преобразовано в унитарную Республику Индонезию.
По соглашению о Союзе, Суринам и Нидерландские Антильские острова стали равноправными членами Королевства Нидерландов. Статус Нидерландской Новой Гвинеи должен был быть обсуждён позднее; до решения этого вопроса Новая Гвинея оставалась нидерландской колонией.
Члены Союза должны были координировать свою политику в следующих областях:
- оборона;
- международные отношения;
- финансы;
- экономические связи;
- культурные связи

Главой Союза (нидерл. Hoofd der Unie) была провозглашена королева Юлиана. Высшим исполнительным органом Союза была конференция министров, которая должна была проводиться каждые шесть месяцев. Управление текущими делами Союза было возложено на постоянный секретариат в Гааге, возглавляемый генеральным секретарём, избиравшимся на один год по согласованию с правительствами обоих членов Союза. С 1950 года и до роспуска организации в 1956 году генеральным секретарём был голландец Петрус Йоханнес Абрам Иденбург (нидерл. Petrus Johannes Abram Idenburg). Высшим судебным органом Союза, призванным разрешать споры между его членами, был Арбитражный суд.